# Protection (premiers secours)
Pour les articles homonymes, voir Protection.
La protection en premiers secours consiste, pour un sauveteur, à évaluer les conditions de sécurité sur le lieu d'une intervention, s'assurer qu'il n'existe pas de danger supplémentaire (feu en cours, ambiance toxique…) et soustraire les personnes présentes à ce danger. En secourisme, la protection fait partie du bilan circonstanciel.

## Contexte de la protection dans une intervention de secours
Lorsqu'une situation nécessite de porter secours à une ou plusieurs personnes, les recommandations suivantes sont faites pour assurer la sécurité des personnes présentes, aussi bien des personnes qui portent secours que des victimes. Ces étapes sont enseignées lors des formations de premiers secours :
1. La protection : assurer la sécurité de la zone et des personnes. Cette action a pour but d'éviter le suraccident, par exemple en balisant un accident de la route, ou de blesser l'intervenant, par exemple en coupant l'électricité lors d'une intervention sur une personne électrisée ;
2. Le bilan : évaluer l'état des victimes. Cette action permet de décider quels gestes de secours devront être entrepris, mais aussi de recueillir les éléments nécessaires pour transmettre le bilan au SAMU afin de faciliter l'identification de la situation, du nombre de victimes, des plaintes exprimées ;
3. L'alerte : alerter un service d'urgence. Par cette action, la personne qui intervient s'assure qu'un renfort secouriste ou médical se mettra bien en route pour prendre en charge la victime en contactant selon le pays et la situation un numéro d'appel d'urgence ;
4. Réaliser les gestes d'urgences. Dernière étape du secours, la réalisation de toutes les autres actions avant cette dernière permet d'assurer un maximum de chance et de rapidité dans la prise en charge de la victime.

Pour certaines urgences, ces étapes peuvent être réalisées simultanément afin d'apporter la meilleure réponse possible dans le délai le plus bref. Par exemple, lors d'un arrêt cardiorespiratoire, l'alerte sera réalisée en même temps que sera démarrée la réanimation cardiopulmonaire.

## Avant l'intervention: l'hygiène et la vaccination
Avant d'être confronté à une intervention sur une victime, les personnes qui peuvent être amenées à intervenir peuvent assurer une meilleure protection par le lavage des mains. Celui-ci, notamment réalisé avec une solution hydroalcoolique (SHA) permet de réduire de 88 % la colonisation bactérienne sur les mains, contre 49.6 % pour un lavage à l'eau et au savon, réduisant le risque de contamination de la victime par les microbes présents sur l'intervenant, ou le risque de contaminer l'intervenant par les microbes présents sur la victime. De manière similaire, une hygiène corporelle quotidienne, des cheveux propres et attachés, des mains dénudées de bijoux et aux ongles courts, ainsi qu'une tenue propre du jour participent à la prévention des infections nosocomiales croisées.
La personne qui intervient ne connaissant pas forcément le statut sérologique ou infectieux de la personne prise en charge, il est également recommandé d'être vacciné afin de ne pas se contaminer lors d'une intervention, notamment en France pour les personnels soignants contre l'hépatite B et le Covid-19, de nombreux autres pays européens l'ont aussi imposé.

## Pendant l'intervention: le bilan circonstanciel

bilan circonstanciel : séquence temporelle.

Il s'agit de collecter les circonstances de l'intervention et notamment :
1. Que s'est-il passé  ?
2. Présence d'un danger pour la victime ou l'intervenant ?
3. Ce danger est-il contrôlable ou supprimable ?
4. La situation est-elle gérable ?

S'il existe un danger persistant, l'intervenant doit essayer de le supprimer (par exemple couper le courant sur une électrocution), sans mettre son intégrité physique en danger. En cas d'incapacité d'agir (tableau électrique inatteignable dans l'exemple), l'intervenant peut alors baliser la zone, empêchant d'autres personnes de s'approcher et d'être victime du danger : ce serait le suraccident. Dans ce cas-là, il convient d'aller prévenir les secours, qui pourront faire venir des moyens spécialisés pour approcher la victime. Ultime recours en cas de danger non supprimable mais qu'il n'y a pas de risque pour l'intervenant (par exemple, les flammes d'un incendie se répandent près d'une victime au sol), celui-ci peut réaliser un dégagement d'urgence de la victime, technique qui consiste à déplacer la victime le plus précautionneusement possible (notamment si elle est soupçonnée d'un traumatisme) pour la soustraire au danger,.
S'il n'y a pas de danger, si celui-ci a été supprimé ou la victime en a été soustraite, l'intervenant peut examiner rapidement les victimes (seconde étape du porter secours) avant de prévenir (ou de faire prévenir par un tiers) les secours (troisième étape du porter secours) en donnant autant de détails et de précisions que possible. Cela permet à la régulation médicale d'envoyer le(s) moyen(s) de secours le(s) plus adapté(s) et le plus rapidement possible. L'intervenant pourra enfin éventuellement effectuer des gestes de premiers secours sur la victime parfois guidé par la régulation médicale. Comme précisé plus haut, ces étapes peuvent se confondre si l'urgence de la situation le nécessite.

## Les différentes protections

### La protection du sauveteur
Il s'agit pour le sauveteur de se protéger lui-même. Cette protection est primordiale : le sauveteur est le premier maillon de la chaîne des secours, s'il n'est pas en mesure de donner l'alerte, les secours ne viendront pas. Par ailleurs, un sauveteur blessé n'est plus un sauveteur mais une victime ; outre le fait de mettre sa propre santé en danger, cela complexifie l'action des secours. un sauveteur ne doit donc pas s'exposer inutilement ni excessivement, pour conserver les capacités d'intervention sur les lieux et ne pas augmenter le nombre de victime.
Des équipements de protection individuel permettent une protection contre certains risques en fonction de leur indication, les plus connus étant les gants de protection à usage unique.
Pour la protection juridique du sauveteur, notons que la loi française indique (art. 223-6 du Code pénal) qu'il est obligatoire de porter assistance à quelqu'un en danger (ne pas intervenir constituerait une non-assistance à personne en danger) à condition qu'il n'y ait pas de risque pour l'intervenant ou pour un tiers. Afin d'encourager les citoyens à intervenir, un statut de citoyen sauveteur a été créé en juillet 2020 par la France, qui libère de toute responsabilité civile une personne étant intervenue auprès d'une victime, même si les gestes entrepris ont été inefficaces ou préjudiciables (sauf en cas de faute lourde ou intentionnelle).

### La protection des témoins
Les témoins sont les personnes qui ne sont ni sauveteur, ni victime, mais qui assistent à l'évènement. Leur protection consiste à éviter l'apparition de nouvelles victimes (le suraccident), notamment s'il est impossible de supprimer le danger. Le ou les sauveteurs doivent alors empêcher les témoins de s'approcher, afin que ceux-ci ne soient pas eux-mêmes victime du danger (par exemple, éloigner les passants d'un incendie pour éviter l'inhalation de fumées toxiques). Cet espace gagné permet aussi de faciliter l'intervention des moyens de secours, qui ne seront pas gênés par la présence de personnes surnuméraires autour de l'accident,.
Attention cependant, une personne témoin d'un événement grave (attentat, accident violent, mort soudaine ou brutale, dégâts importants,...) peut, même sans être blessée physiquement, subir un traumatisme psychologique et nécessiter un suivi. On parle alors de personne impliquée. Il existe des cellules d'aides spécialisées dans ce type de prises en charge, les Cellules d'Urgences Médico-Psychologique (CUMP). Elles sont intervenues, par exemple, auprès des réfugiés de la guerre en Ukraine.

### La protection de la victime
Une fois les protections précédentes assurées, le sauveteur peut alors s'occuper de la protection de la victime. Il doit alors s'assurer qu'aucun élément ne risque d'aggraver l'état de la victime, et le cas échéant, le contrôler (coupure d'une vanne de gaz par exemple) ou le supprimer (extinction d'un début d'incendie avec un extincteur). Dans le cas où il serait impossible de supprimer le danger et que la victime ne peut pas s'y soustraire elle-même (victime inconsciente, traumatisme l'empêchant de se déplacer…), l'intervenant peut faire un dégagement d'urgence. Si cette ultime manœuvre échoue (victime trop lourde ou inatteignable), le sauveteur peut toutefois baliser la zone pour éviter qu'un témoin soit atteint à son tour, et prévenir au plus vite les moyens de secours.
Un danger supprimé, c'est une protection pour l'intervenant, les témoins et la victime. D'une manière générale, il faut envisager la protection collective avant la protection individuelle.

## Des exemples de protection

### En voiture
La protection consiste :
- dans le cas où l'on est en voiture, à allumer ses feux de détresse dès que l'on voit l'accident, tout en ralentissant puis en garant son véhicule après l'accident sur la bande d'arrêt d'urgence si elle existe[21] et enfiler un chasuble assurant une haute visibilité avant de sortir de son véhicule[22] ;
- à mettre les personnes présentes en sécurité, notamment en cas d'arrêt sur une route à grande circulation. Sur autoroute, il ne faut en aucun cas rester dans une voiture immobilisée sur la bande d'arrêt d'urgence, mais impérativement se réfugier derrière la glissière latérale de sécurité ;
- à baliser l'accident : allumer ses feux de détresse, placer en amont de l'accident à 150 à 200 mètres un triangle de pré signalisation, mettre une personne pour faire des signes[21] ;
- à couper le contact des véhicules accidentés, à serrer le frein de stationnement et à interdire de fumer à proximité[22].

Durant toute l'intervention, il faut bien faire attention à la circulation, et porter de préférence des vêtements visibles : couleurs vives le jour, couleurs claires la nuit, voire des vêtements à haute visibilité, éléments de sécurité obligatoire au même titre que le triangle de pré signalisation,.
Voir l'article détaillé : Premiers secours sur la route > Protéger.

### Accident électrique
Face à un accident électrique, ou mettant en cause un appareil électrique, la protection consistera à soustraire la victime du courant électrique, mais il y a un risque majeur que le sauveteur ou une personne tierce se fassent, eux aussi, électrisés.
Il faut alors s'assurer que la victime n'est pas directement ou indirectement en contact avec une arrivée électrique ou un appareil défectueux, et si c'est le cas écarter toute personne présente. Dans le cas de câble de basse ou haute tension au sol, il ne faut pas s'approcher et attendre l'intervention des secours.
Dans tous les cas, l'électricité doit être coupée et la source de courant qui a causé l'électrisation doit être coupée, ou une personne compétente doit couper l'électricité avant tout contact avec la victime.
Si ce n'est pas possible, il faut éloigner la source de courant de la victime au moyen d'un objet sec non conducteur et en s'isolant du sol.
Dans le cas de fils électriques aériens tombés à terre, la seule protection efficace est d'empêcher l'approche des personnes présentes avant l'arrivée des secours spécialisés : ces fils à hautes tensions peuvent générer des arcs électriques qui interdisent tout approche.

### Accident lié à la présence de gaz
La présence importante de monoxyde de carbone (CO) dans un lieu fermé peut causer des maux de tête et des vomissements. La protection s'effectue alors en évacuant les personnes présentes, retenir sa respiration et aérer le lieu autant que possible, identifier et arrêter l'appareil suspecté d'engendrer le monoxyde de carbone et alerter les pompiers,.
En cas de suspicion de fuite de gaz, il est de plus recommandé d'éviter toute flamme ou étincelle et couper l'arrivée de gaz.

### Incendie, fumée
Voir l'article détaillé : Lutte contre l'incendie.